# Constel·lació del Cranc
El Cranc (Cancer, de símbol ♋), és una de les 88 constel·lacions modernes, una de les dotze constel·lacions del zodíac i una de les 48 constel·lacions que apareixen a l'Almagest de Ptolemeu. Càncer és una constel·lació petita i tènue situada entre les constel·lacions dels Bessons a l'Est, Linx al Nord i les constel·lacions de Ca Menor i l'Hidra femella al Sud. Destaca una de les seves estrelles, la 55, perquè té 5 planetes orbitant al seu voltant, un dels sistemes més nombrosos descoberts fora del Sistema Solar. La constel·lació també dona el seu nom al Tròpic de Càncer.

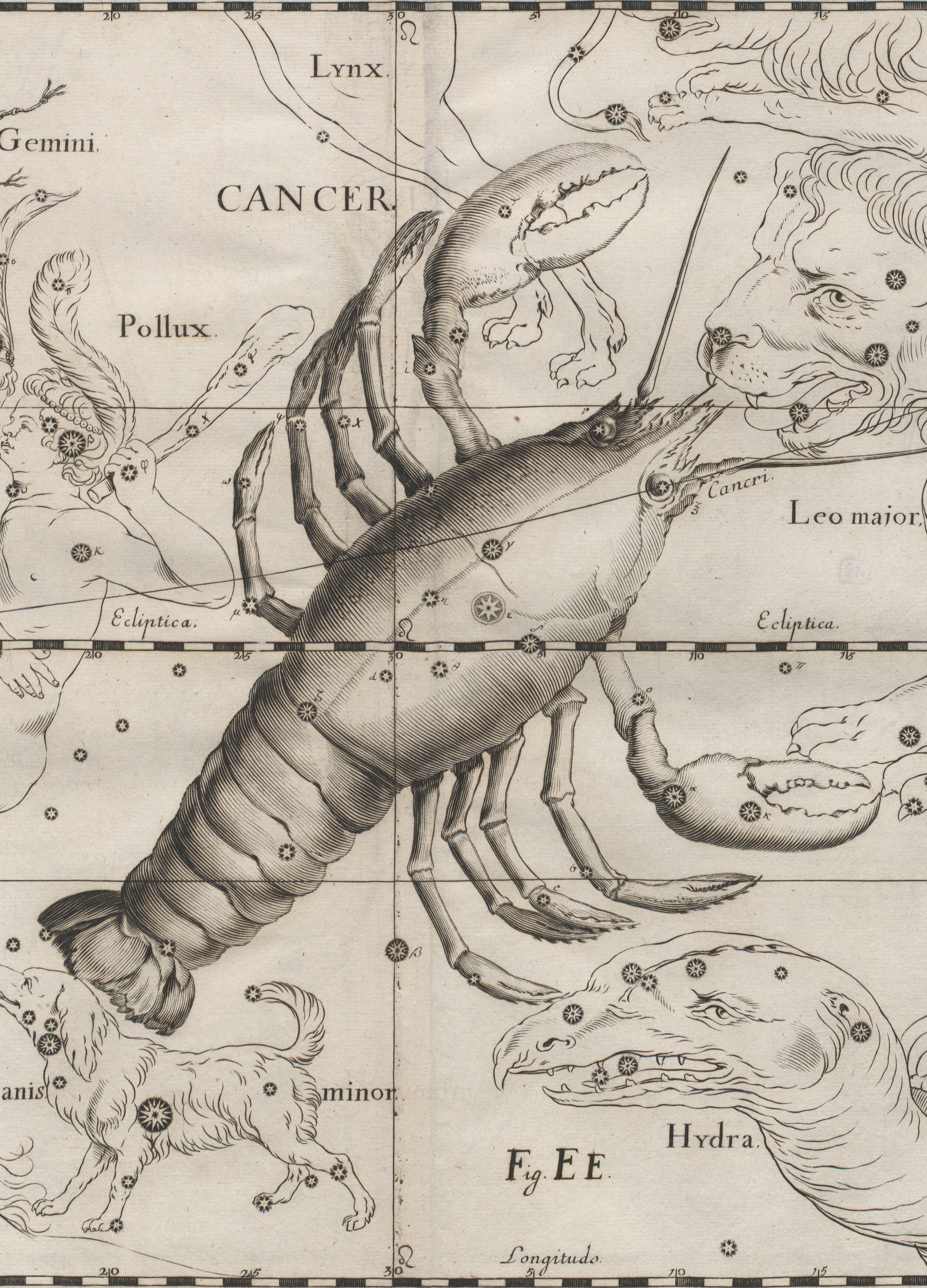
Representació de la constel·lació del Cranc (amb un dibuix d'una llagosta) a lUranographia de Johannes Hevelius.

Delimitació de la constel·lació del Cranc segons la Unió Astronòmica Internacional.

## Mitologia
En la mitologia grega, i posteriorment en la romana, el cranc, anomenat Càrcinos, és un personatge menor en un dels dotze treballs d'Hèracles (el nom grec d'Hèrcules). Mentre Hèracles lluitava contra el monstre de múltiples caps, l'Hidra, al pantà prop de Lerna, el cranc emergí del pantà i atacà Hèracles mossegant-lo a un peu. Hèracles, enfurismat, trepitjà el cranc, aixafant-lo. Per aquesta modesta contribució a la història, se'ns diu que la deessa Hera, l'enemiga d'Hèracles, posà el cranc entre les estrelles del zodíac. El seu nom en grec era Càrcinos (Καρκίνος), Karkinos o Carcinus, en la transliteració llatina.
Les estrelles γ del Cranc i δ del Cranc, eren conegudes conjuntament pels grecs com Ὄνοι Onoi, ‘els ases'; actualment les coneixem pels seus noms llatins individuals Asellus Borealis i Asellus Australis, l'ase del nord i l'ase del sud, i tenen la seva pròpia llegenda. Segons Eratòstenes, durant la batalla entre els déus i els Gegants que seguiren al derrocament dels Titans, els déus Dionís, Hefest i alguns companys arribaren muntats en ases per unir-se a la lluita. Els Gegants mai havien sentit el bram dels ases abans i fugiren espantats pel soroll, pensant que algun monstre terrible estava a punt de ser alliberat contra ells. Dionís posà els ases al cel, a banda i banda d'una zona que semblava boirosa, que els grecs anomenaven Φάτνη Phatne, ‘el Pessebre’, d'on semblava que els ases s'estaven alimentant.
A la Xina, les quatre estrelles que envolten el cúmul obert del Pessebre o M44 (Delta, Gamma, Eta i Theta Cancri) eren conegudes com a Gui, literalment 'Fantasmes', referint-se als esperits dels difunts. La 23a mansió lunar xinesa es deia Gui en honor a aquest asterisme. El mateix cúmul del Pessebre era anomenat Jishi, un grup de cossos. Aquest cúmul i les seves quatre estrelles circumdants eren a vegades vistes com un fantasma transportat en una cadira de mà; per tant, aquest quadrilàter també rebia el nom alternatiu de Yugui, ‘Carro Fantasma’.

Al nord de Gui hi havia un altre quadrilàter d'estrelles formant una figura anomenada Guan, un foc de balisa en una torre de vigilància; no obstant això, les fonts discrepen sobre quines quatre estrelles hi estaven implicades i, de fet, els mateixos xinesos probablement usaven diferents estrelles en diferents moments. La versió més comuna situa Guan a la zona al voltant de Chi Cancri, mentre que una altra afavoreix la regió d'Iota Cancri. Una cadena de quatre estrelles que travessava a Càncer des de Canis Minor es deia Shuiwei, 'nivell d'aigua'.

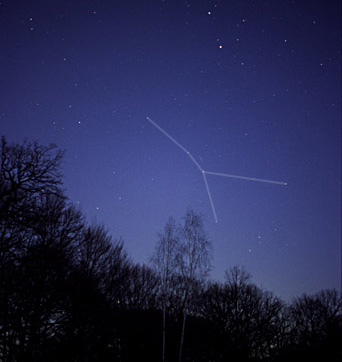
Observació a l'esfera celeste de Càncer.

## Característiques
Càncer és la 31a constel·lació més gran del cel, ocupant una àrea de 506 graus quadrats. Es troba en el segon quadrant de l'hemisferi nord (NQ2) i es pot veure a latituds entre +90° i -60°. Les constel·lacions veïnes són Canis Minor, Gèmini, Hidra, Leo, Leo Minor i Linx. La forma genitiva de Càncer, utilitzada en els noms d'estrelles, és Cancri. L'abreviatura de tres lletres, adoptada per la Unió Astronòmica Internacional (IAU) el 1922, és Cnc. Pertany a la família de constel·lacions del zodíac, juntament amb Aries, Taure, Gèmini, Leo, Verge, Balança, Escorpió, Sagitari, Capricorn, Aquari i Piscis.
La constel·lació de Càncer conté dos objectes Messier – el cúmul del Pessebre (M44, NGC 2632) i Messsier 67 (M67, NGC 2682) – i té dues estrelles amb planetes coneguts. L'estrella més brillant de la constel·lació és Tarf, β Cancri. Els δ Càncrids són la pluja de meteors associada a la constel·lació. Es diferencien dues branques: els del nord, amb un màxim d'activitat el 16 de juny i que tenen el centre en l'estrella Asellus Australis; i els del sud, amb les mateixes característiques. També hi ha els β Càncrids que tenen màxima activitat el 5 de febrer i els τ Càncrids amb la màxima activitat el 17 d'octubre.

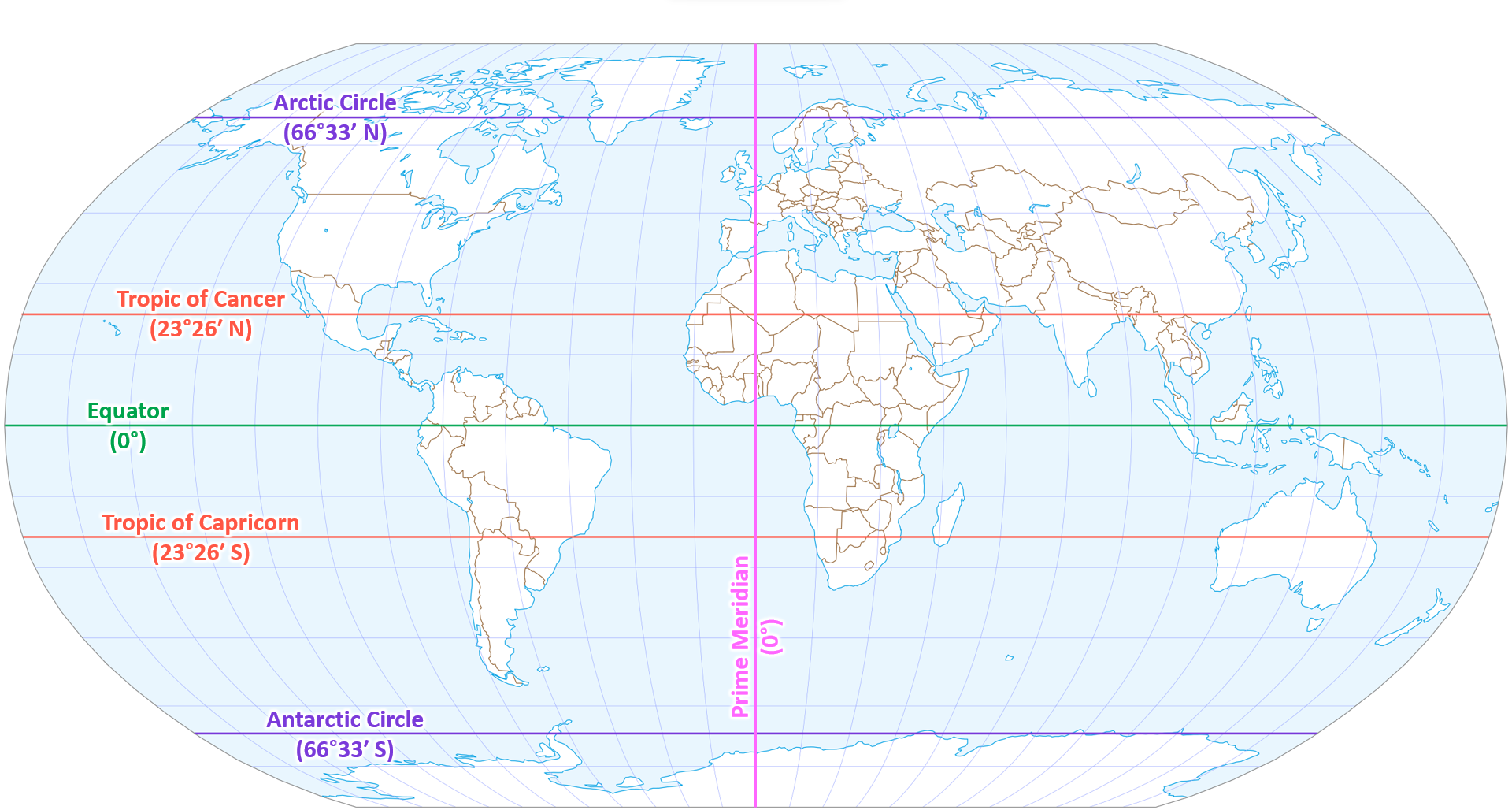
Els paral·lels més importants.

Càncer conté 10 estrelles amb nom. Els noms propis de les estrelles que han estat oficialment aprovats per la Unió Astronòmica Internacional (IAU) són, per ordre alfabètic: Acubens (α Cancri, HR 3572), Asellus Australis (δ Cancri, HR 3461), Asellus Borealis (γ Cancri, HR 3449), Copèrnic (55 Cancri A, HR 3522), Gakyid (HD 73534), Meleph (ε Cancri, HR 3429), Nahn (ξ Cancri, HR 3627), Piautos (λ Cancri, HR 3268), Tarf (β Cancri, HR 3249) i Tegmine (ζ1 Cancri, HR 3208).
El tròpic de Càncer és la latitud a la Terra on el Sol apareix just a sobre al migdia del solstici d'estiu, el 21 de juny. En temps dels antics grecs, el Sol es trobava entre les estrelles de Càncer en aquesta data, però el balanceig de la Terra en el seu eix, anomenat precessió, ha desplaçat des de llavors el solstici d'estiu de Càncer a través de la veïna constel·lació dels Bessons i fins a la del Taure.

### Estrelles principals

#### Acubens – α Cancri

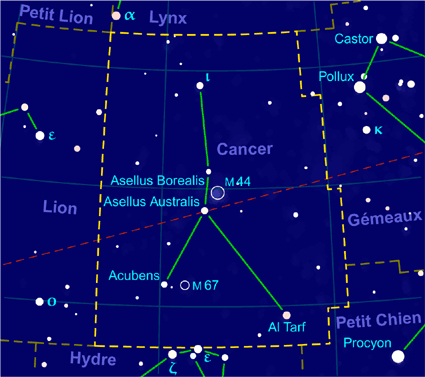
Posició de les estrelles més importants de la constel·lació.

Acubens, alfa del Cranc, és només la quarta estrella més brillant del Cranc. El nom Al Zubanah prové de l'àrab al-zubānah, que significa ‘les urpes', mentre que Sertan deriva de saraţān, que significa ‘el cranc’. La seva magnitud aparent varia entre 4,20 i 4,27. α del Cranc és un sistema estel·lar múltiple situat aproximadament a 174 anys llum de la Terra. El component més brillant, α del Cranc A, és un nan blanc de la seqüència principal de tipus espectral A. L'estrella té un company de magnitud onzena, α del Cranc B. Se sospita que l'estrella més brillant del sistema és en realitat un binari molt proper, format per dues estrelles separades per 0,1 segons d'arc. Acubens pertany a la classe espectral A5m i té una lluminositat 23 L☉. L'estrella es troba prop de l'eclíptica i pot ser ocultada per la Lluna i, rarament, per planetes.

#### Tarf – β Cancri
Tarf o beta del Cranc és l'estrella més brillant de la constel·lació, amb una magnitud aparent de 3,5. És una estrella binària formada per un gegant taronja de tipus K i un company de magnitud catorzena a 29 segons d'arc de distància. β Cancri està a aproximadament 290 anys llum. El nom tradicional de l'estrella, Tarf, es creu que deriva de l'àrab al-Tarf, que significa ‘l'extrem’ (d'una de les potes del cranc). Al Tarf és una estrella de bari que té una abundància de bari sis vegades la solar. Es creu que les estrelles de bari han estat contaminades amb subproductes de la fusió nuclear per companys que ja han evolucionat i mort i que ara són nanes blanques, tot i que mai no s'ha trobat cap estrella d'aquest tipus.

#### Asellus Australis – δ Cancri

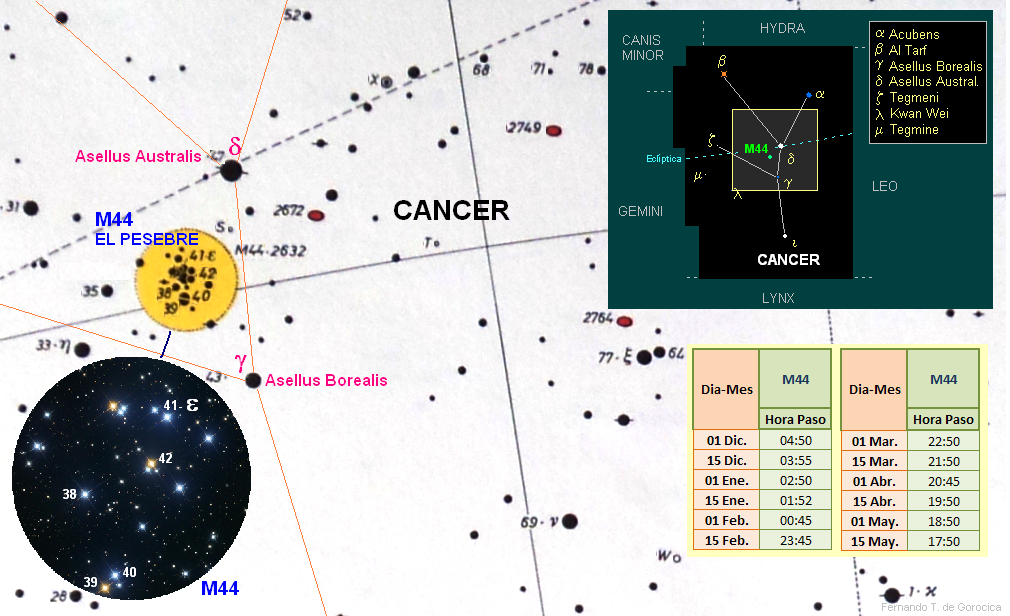
Posició d'Asellus Australis, Asellus Borealis i el cúmul del Pessebre.

Delta del Cranc és un gegant taronja amb una magnitud aparent de 3,94. Està a 180 anys llum de distància. És la segona estrella més brillant de Càncer i marca la ubicació de Praesepe (Messier 44), el famós cúmul obert, també conegut com el cúmul del Pessebre. L'estrella també és notable pel seu nom menys conegut, Arkushanangarushashutu, que és el més llarg de tots els noms d'estrelles coneguts. Significa ‘l'estrella sud-est en el Cranc’ en babiloni antic. El nom més utilitzat, Asellus Australis, terme llatí que significa ‘l'ase del sud’ en llatí. δ Cancri també es troba prop de l'eclíptica i pot ser oculta per la Lluna i, encara que rarament, per planetes.

#### Asellus Borealis – γ Cancri
Gamma del Cranc és un subgegant blanc de tipus A situat aproximadament a 158 anys llum de distància. Té una magnitud aparent de 4,66. El nom tradicional de l'estrella en llatí, Asellus Borealis, significa ‘l'ase del nord’. Com α i δ Cancri, γ Cancri també es troba prop de l'eclíptica i pot ser oculta.

#### 55 Cancri

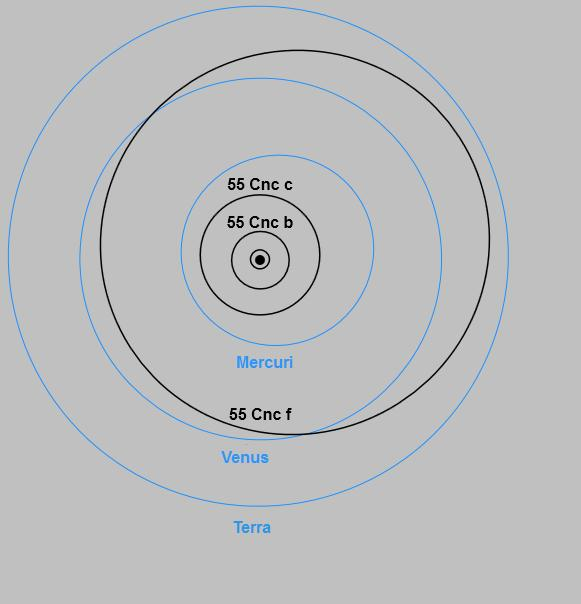
Exoplanetes interns del sistema de 55 Cancri.

55 Cancri és una estrella doble que consisteix en un nan groc de la seqüència principal del tipus espectral G8V i un nan vermell de magnitud 13 que només es pot veure a través d'un telescopi. El sistema està aproximadament a 41 anys llum de distància. 55 Cancri és notable perquè, a partir de 2010, els astrònoms han confirmat cinc planetes extrasolars que orbiten l'estrella principal del sistema, 55 Cancri A o Copèrnic. Es creu que el planeta més proper a l'estrella, 55 Cancri b o Galileu, és un planeta terrestre amb una massa similar a la de Neptú, mentre que els planetes més externs es creu que són planetes jovians, amb masses comparables a la de Júpiter.

#### Tegmine – ζ Cancri
Zeta del Cranc és un sistema estel·lar múltiple d'almenys quatre estrelles situat aproximadament a 83,4 anys llum de la Terra. El seu nom tradicional, Tegmine, significa “la closca del cranc”. El sistema té una magnitud aparent de 4,67. ζ Cancri està compost per dues estrelles binàries, ζ-1 Cancri i ζ-2 Cancri, separades per 5,06 segons d'arc. La primera parella, ζ Cancri A i ζ Cancri B, consisteix en dos nans groc-blanc de la seqüència principal de tipus F. Estan separats per 1 segon d'arc al cel. La segona parella, ζ Cancri C i ζ Cancri D, consisteix en una estrella groga de tipus G i un nan vermell de magnitud 10 separats per només 0,3 segons d'arc. Tenen un període orbital de 17 anys.

#### Piautos – λ Cancri
Lambda del Cranc o Piautos és un nan blau-blanc de la seqüència principal de tipus B, situat aproximadament a 419 anys llum de distància. Té una magnitud aparent de 5,92. El nom Piautos prové de la llengua copta i significa ‘l'ull’.

#### Nahn – ξ Cancri
Xi del Cranc o Nahn és una estrella binària espectroscòpica situada a aproximadament 381 anys llum de distància. El sistema ξ Cancri consisteix en ξ Cancri A, un gegant groc de tipus G amb una magnitud de 5,16, i ξ Cancri B, un company situat a només 0,1 segons d'arc de distància. Les estrelles tenen un període orbital de 4,66 anys. El nom Nahn prové del persa i significa ‘el nas' (del cranc).

#### ι Cancri
Iota del Cranc, és una binaria visual els components del qual, separats 30,6 segons d'arc, es poden resoldre amb un petit telescopi. ι Cancri A, és una gegant groga de magnitud aparent +4,02. Amb una temperatura de 5 000 K, ha estat classificada indistintament com a G8Iab, G7.5IIIa o G8II. La seva lluminositat, 215 L☉, la situa de ple en el grup de les gegants. Té una massa 3,5 M☉, sent un estel amb un nucli inert d'heli la superfície del qual s'està refredant. La seva edat és d'uns 260 milions d'anys i fins a fa un milió d'anys era un estel blanc-blavenc de tipus B. ι Cancri B és una estrella blanca de la seqüència principal de magnitud +6,57 i tipus espectral A3V, amb una temperatura superficial de 8 800 K. Té lluminositat 16 L☉ sent la seva massa gairebé 2 M☉. La separació mínima entre els dos estels és de 2 800 ua i el seu període orbital és d'almenys 65 000 anys.

#### κ Cancri
Kappa del Cranc, sistema doble format per una estrella blanc-blavosa variable Alpha2 Canum Venaticorum i una estrella blanca separades 0,3 segons d'arc. κ Cancri A, es una estrella gegant blanc-blavosa de tipus espectral B8. Te una temperatura superficial de 13 470 K, la seva lluminositat és 315 L☉ i té un radi 3,3 R☉, paràmetres més d'un estel de la seqüència principal que d'un gegant. És una estrella de mercuri-manganès amb una abundancia de mercuri 43 000 veces mayor que en el Sol. κ Cancri B és una estrella blanca de la seqüència principal del tipus espectral A, amb una temperatura superficial de 8 500 K i una lluminositat 11 L☉. El seu radi és 1,6 R☉ i la seva massa quasi 2 M☉. La separació mínima amb la eva companya és de 42 ua, i té període orbital d'almenys 114 anys.

#### X Cancri
X Cancri es troba a una distància d'uns 620 parsecs (2 020 anys llum) del sistema solar. És una estrella de carboni de tipus espectral CV5 amb una temperatura superficial de només 2 645 K. En els estels de carboni, al contrari que en la major part dels estels incloent-hi al Sol, l'abundància de carboni és major que la d'oxigen; així, la relació carboni-oxigen en X Cancri és de 1,14. Aquests estels experimenten una important pèrdua de massa estel·lar; X Cancri ho fa a raó de 6,3 × 10–7M☉/any. La seva lluminositat bolomètrica —considerant totes les longituds d'ona— és gairebé 16 000 L☉. Catalogada com a variable semiregular SRB, la lluentor de X Cancri varia entre magnitud aparent +5,6 i +7,5 en un període de 195 dies.

#### DX cancri

Els exoplanetes interns de 55 Cancri amb els seus noms i òrbites.

DX Cancri, estrella fulgurant a només 11,82 anys llum de la Terra, té magnitud aparent +14,81 i està situada al nord-est del cúmul obert M44 i d'Asellus Australis. No es visible a simple vista, malgrat ser una de les estrelles més properes al Sol (11,8 anys llum). És una nana roja de tipus espectral M6V o M6.5V, i temperatura efectiva de 2 840 K, essent una de les nanes rojas més fredes de les proximitats al Sol. La seva massa es troba entre 0,09 M☉ i 0,10 M☉, i el radi 0,12 R☉, menor que el de Próxima Centauri o Wolf 359. Brilla amb una lluminositat equivalente 0,000 012 L☉. DX Cancri es una estrella fulgurant, amb canvis intermitents en la seva brillantor que poden arribar a cinc vegades el valor inicial.

### Exoplanetes
Malgrat la constel·lació del Cranc és petita, s'hi duen descoberts 101 exoplanetes. En destaquen els sistemes de 55 Cancri amb cinc exoplanetes (55 Cnc b o Galileu, 55 Cnc c o Brahe, 55 Cnc d o Lipperhey, 55 Cnc e o Janssen i 55 Cnc f o Harriot); el de HIP 41378, també amb cinc (HIP 41378 b, HIP 41378 c, HIP 41378 d, HIP 41378 e i HIP 41378 f); el de K2-268 també amb cinc (K2-268 b, K2-268 c, K2-268 d, K2-268 e i K2-268 f); i el de K2-187 amb quatre (K2-187 b, K2-187 c, K2-187 d i K2-187 e).

### Altres objectes

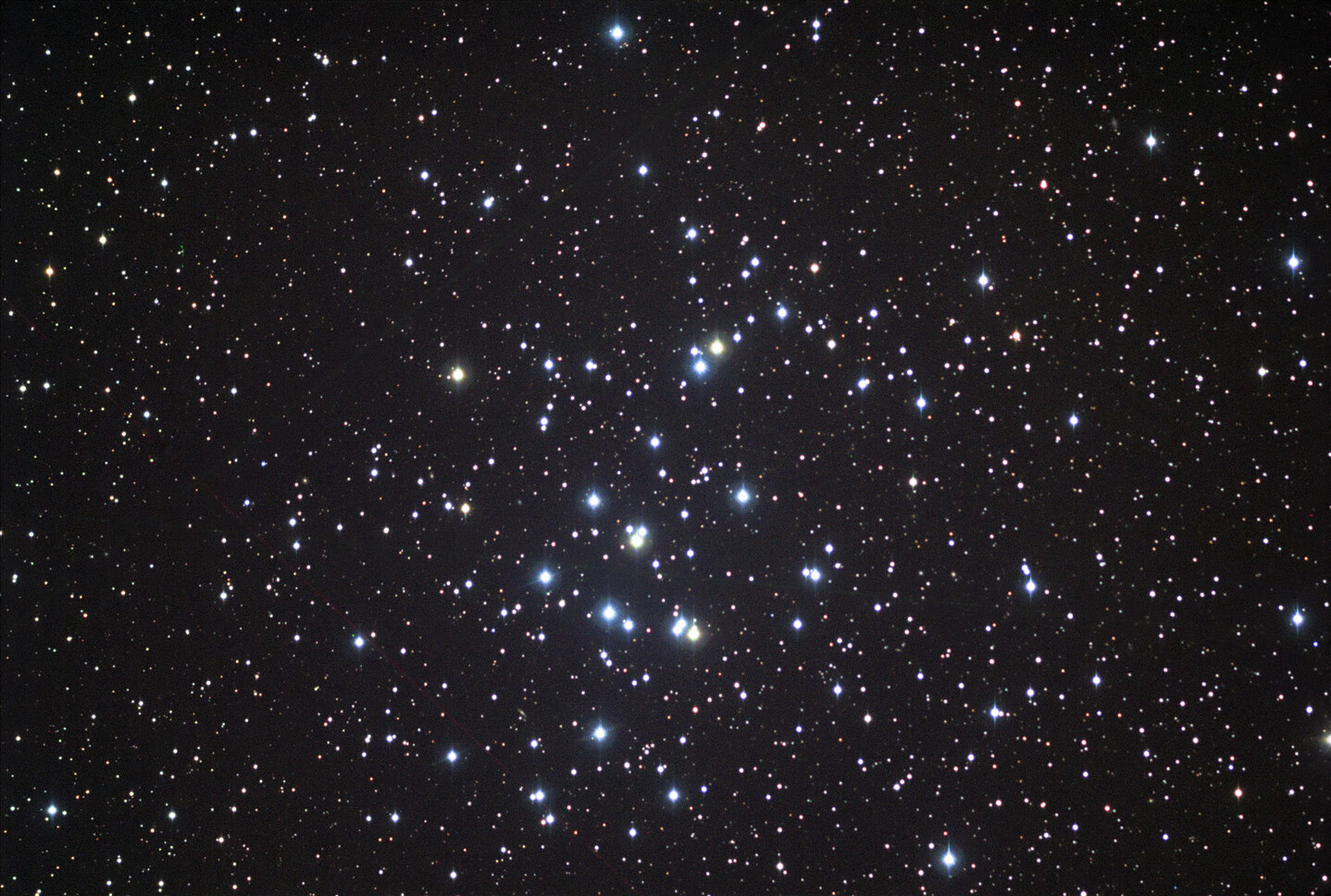
M44, el cúmul del Pessebre.

#### Cúmul del Pessebre o de l'Eixam (Praesepe, Messier 44, M44, NGC 2632)
El cúmul del Pessebre, o de l'Eixam, és un cúmul obert d'estrelles a uns 577 anys llum de la Terra. És un dels cúmuls oberts més propers al Sistema Solar i un dels més poblats. És visible a simple vista amb una magnitud aparent de 3,7 i la seva edat estimada és de 600 milions d'anys. Fou observat per l'astrònom grec Claudi Ptolemeu (ca. 85 - ca. 165) que l'anomenà «la massa nebulosa al pit del Cranc». El físic i astrònom florentí Galileo Galilei (1564-1642) fou el primer a veure'l a través d'un telescopi el 1609, i l'astrònom francès Charles Messier (1730-1817) l'incorporà al seu catàleg el 1769. Conté almenys mil estrelles, més de la meitat nanes vermelles, i aproximadament un terç de les estrelles són similars al Sol, classificades com a estrelles de tipus F, G i K. Les estrelles més brillants del cúmul són de color blau-blanc i tenen magnituds que varien entre 6 i 6,5.

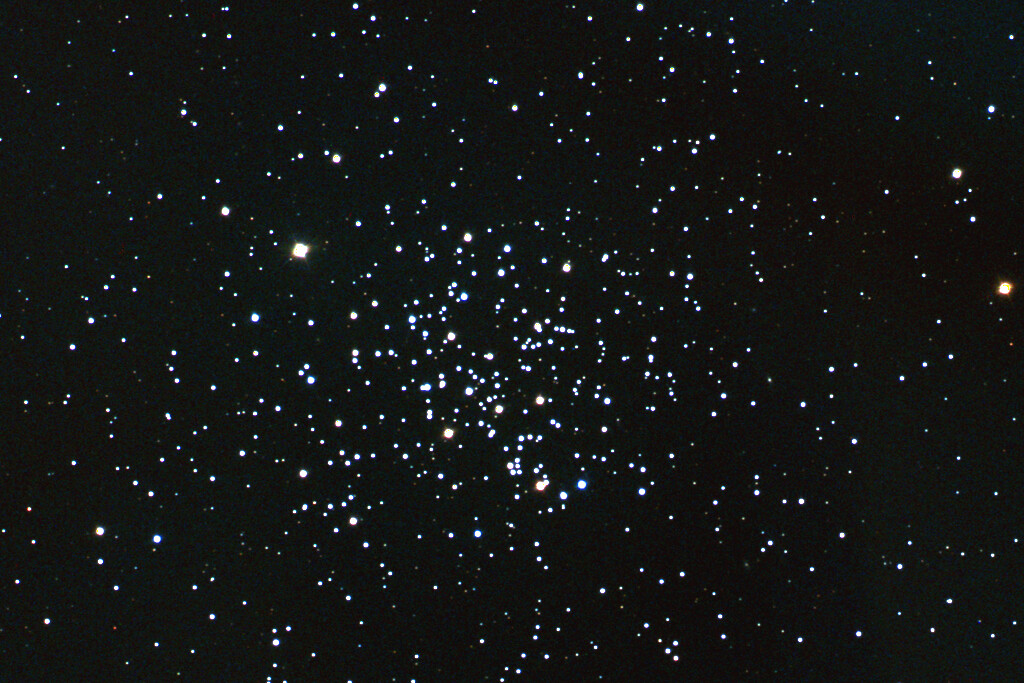
M67.

#### Messier 67 (M67, NGC 2682)
Messier 67 és un dels cúmuls oberts més antics coneguts. La seva edat estimada és entre 3,2 i 5 mil milions d'anys. El cúmul fou descobert pel astrònom alemany Johann Gottfried Koehler (1745-1801) el 1779. Té una magnitud aparent de 6,1, i conté més de 100 estrelles similars al Sol i un nombre considerable de gegants vermelles. Gairebé totes les estrelles del cúmul es troben aproximadament a la mateixa distància i tenen la mateixa edat (amb l'excepció d'una trentena d'«estrangers blaus»), la qual cosa fa que M67 sigui un dels objectes més observats i estudiats per aquells que estudien l'evolució estel·lar.

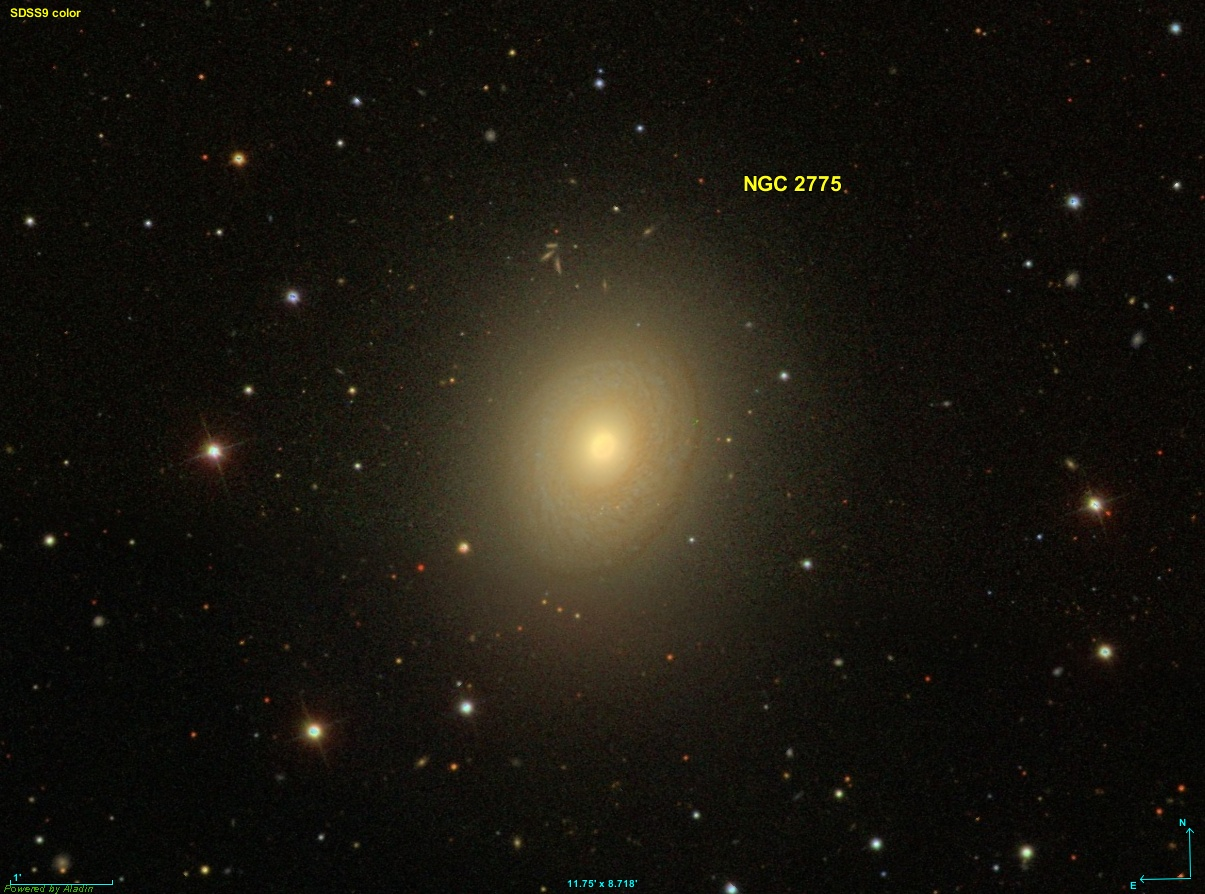
NGC 2775.

#### NGC 2775 (Caldwell 48)
NGC 2775 és una galàxia espiral, aproximadament a 55,5 milions d'anys llum de la Terra. Té una magnitud aparent d'11,03. Fou descoberta per l'astrònom germano-britànic William Herschel (1738-1822) el 1783. Té múltiples braços espirals amb poques regions H II, cosa que significa que hi ha hagut recentment activitat de formació estel·lar en ella.

#### NGC 2535 i NGC 2536
NGC 2535 i NGC 2536 són galàxies espirals que estan interactuant entre elles. NGC 2535 és una espiral regular amb una magnitud aparent de 16,9, mentre que NGC 2536 és una galàxia espiral barrada amb una magnitud de 14,6.

NGC 2608.

#### NGC 2608 (Arp 12)
NGC 2608 és una galàxia espiral barrada, de 62 000 anys llum de diàmetre, amb una magnitud aparent de 13,01. Està classificada com a SB(s)b, cosa que significa que els seus braços espirals s'enrotllen moderadament al voltant de la barra central prominent. NGC 2608 es considera una galàxia espiral de gran disseny. Està aproximadament a 93 milions d'anys llum de distància.

#### Supernoves
Tres supernoves han estat observades en la zona en la història recent. La SN 1920A arribà a una magnitud de 11,7 al desembre de 1920; 1993Z al cluster obert NGC 2775; i la SN 2001bg es detectà al maig de 2001 a la galàxia NGC 2608 i més tard assolí una magnitud de 13,7.